# Valentin Dumitrache
Valentin Dumitrache (n. 29 martie 2003, Buzău, România) este un fotbalist român, care joacă pe post de mijlocaș la Afumați în Liga a II-a, împrumutat de la Dinamo București.
S-a format ca fotbalist la Liceul cu Program Sportiv Buzău, în grupa antrenată de Romeo Stan, fost jucător al echipei FC Gloria Buzău. A debutat în Liga I într-un meci al echipei sale de atunci, Academica Clinceni, cu Sepsi Sfântu Gheorghe. Academica era însă în disoluție în acel an: echipa era depunctată masiv pentru neplata salariilor, și toți jucătorii plecaseră, echipa rămânând cu rezerve și juniori.
După acel sezon, a fost însă adus la FCV Farul Constanța, echipa deținută și antrenată de Gheorghe Hagi. Acolo a jucat mai mult la echipa a doua, dar și în două meciuri de campionat ale echipei mari, care în acel sezon, a câștigat titlul național. A jucat 20 de minute și în Supercupa României, pierdută de FCV Farul contra lui Sepsi OSK, cu 1–0.
După acel sezon, FCV Farul l-a împrumutat pe Dumitrache la echipa din orașul său natal, FC Gloria Buzău, în Liga a II-a. Acolo s-a remarcat prin golul marcat împotriva Farului în meciul din grupele Cupei României, câștigat de Gloria cu 1–0. După ce, la sfârșitul aceleiași săptămâni, a marcat unicul gol și în victoria din campionat cu 1–0 pe terenul liderei de până atunci, Unirea Slobozia, Dumitrache a fost apreciat de antrenorul său ca „un jucător bun, un stângaci, mai rari în ultimul timp, cu fizic, viteză și execuție” și „un câștig pentru [echipa lui]”, deși în meciurile anterioare fusese „luat de val” și avusese prestații mai slabe.